# Грени Смит
Грени Смит (на английски: Granny Smith) е популярен сорт ябълки, създаден през 1868 г. в Австралия. Името на сорта се превежда като „баба Смит“, и е наречен така в чест на Мария Ана Смит (на английски: Maria Ann Smith, по баща Шерууд (на английски: Sherwood), род. през 1799 г., починала на 9 март 1870 г.).

## История на селекцията
Една от легендите гласи, че ябълките от този сорт са получени от Мария Ана Смит, възрастна жена, живяла в Австралия. Увлечена по селекция на сортове, тя кръстосва донесена от Франция ябълка-дивачка с местна австралийска ябълка. Най-напред сортът завладява Нова Зеландия, а през 1930-те години достига до Великобритания. Днес това е един от най-популярните сортове ябълки в света.

## Характеристика
Плодовете са големи, над 300 g (при недостатък на топлина са средни), закръглени, овални или с форма на пресечен конус, цвят – зелен или жълтеникаво-зелен, откъм слънчевата страна има мътен червенокафяв загар. Месото е зеленикаво-бяло, плътно, сочно.
Характерен кисело-сладък вкус, твърда консистенция, относително малко захар, практически без аромат, недозрелите плодове нямат характерния вкус. Широко се използват за приготвяне на сладкиши и в салати, тъй като след разрязване дълго време не потъмняват.

## В културата
Студиото Apple Records, в което се е записвала групата The Beatles, е използвало като лого снимка на ябълка от сорта „Грени Смит“.
- В Общомедия има медийни файлове относно Грени Смит